# Endemol
Endemol was een Nederlands televisieproductiebedrijf, opgericht in 1994. Endemol Holding B.V. was een van de grootste internationale televisieproducenten. In 2015 ging het bedrijf op in de Endemol Shine Group.
Tot op heden zijn Deal or No Deal (ook als Miljoenenjacht) en Big Brother de succesvolste televisieprogramma's die Endemol bedacht en geproduceerd heeft. Endemol heeft deze programmaformules aan vele commerciële zenders in de wereld weten te verkopen. Ook de populaire soap Goede tijden, slechte tijden (GTST) op RTL 4 is een productie van Endemol.

## Geschiedenis
Het bedrijf ontstond in 1994 na een fusie van de televisieproductiebedrijven van Joop van den Ende en John de Mol.
In 1996 ging Endemol naar de effectenbeurs. Na de introductie hadden Joop van den Ende en John de Mol nog elk een derde van de aandelen en Willem van Kooten ruim 4% in handen. In 2000 werd Endemol gekocht voor € 5,5 miljard door het Spaanse telecommunicatiebedrijf Telefónica. Endemol verdween hiermee van de beurs. Eind 2005 bracht Telefónica een deel van de aandelen Endemol opnieuw naar de beurs, maar bleef zelf voor 75% eigenaar. Op 14 mei 2007 verkocht Telefónica zijn aandelenbelang voor € 2,63 miljard aan Edam Acquisition Holding, een consortium bestaande uit de Nederlandse investeringsmaatschappij Cyrte Investments (John de Mol), Mediaset (Silvio Berlusconi) en de Amerikaanse zakenbank Goldman Sachs. Daarnaast heeft het consortium de overige 25% van de aandelen ook verworven en ging Endemol weer van de beurs.
In 2008 zette Endemol samen met de voetbalclubs uit de Nederlandse eredivisie de Eredivisie Media & Marketing CV op, ten behoeve van de exploitatie van de commerciële rechten van de eredivisieclubs.
In 2012 werd Just Spee aangesteld als Algemeen Directeur, nadat hij sinds 2010 al rondliep als interim bestuurder namens Alvarez & Marsal Europe. Spee werd in 2015 gedwongen te vertrekken na de fusie van Endemol met het Britse Shine.
Endemol had te kampen met een hoge schuldenlast. De Amerikaanse investeringsmaatschappij Apollo Global Management kreeg een meerderheid van de aandelen in de televisieproducent in handen door een deal met de schuldeisers. Het aandelenbelang van 25% van Dasym (het voormalige Cyrte) werd in 2014 verkocht aan Apollo.
Sinds 1 januari 2015 zijn Endemol Holding en het Britse productiebedrijf Shine Group, eigendom van 20th Century Fox, samengevoegd in de Endemol Shine Group.

## Activiteiten
Endemol was een productiehuis voor de visuele media. Het bedrijf ontwikkelde content voor elk platform, in elk genre en voor een breed publiek .

### Locaties in Nederland
Endemol nam de meeste programma's voor de Nederlandse markt op in zijn eigen studio's in het gebouw MediArena in Amsterdam-Duivendrecht. In hetzelfde pand had Endemol sinds 2010 ook zijn hoofdkantoor gevestigd. Op dezelfde locatie werden ook GTST en Secret Story opgenomen. In Amsterdam waren nog 7 andere studio's van Endemol. In Studio 1 werd afwisselend groot amusement als Miljoenenjacht en All You Need Is Love opgenomen. Voor 2010 werden de meeste programma's van Endemol in studio's in Aalsmeer opgenomen.

### Enkele bekende Endemolproducties
- All You Need Is Love
- Baantjer
- Big Brother
- Black Mirror
- Cool Factor
- Dancing with the Stars
- Domino Day
- Eén tegen 100
- Extreme Makeover: Home Edition
- Fear Factor
- Goede tijden, slechte tijden (GTST)
- Gooische Vrouwen
- Hart in Aktie
- Holland's Next Top Model
- Hotter Than My Daughter
- In de Vlaamsche pot
- Kees & Co
- Koffietijd
- VriendenLoterij Miljonairs (voorheen Lotto Weekend Miljonairs en Bankgiro Miljonairs)
- Medisch Centrum West
- Postcodeloterij Deal or No Deal
- Postcodeloterij Miljoenenjacht
- Penoza
- SamSam
- The Talent Project
- Westenwind
- Wipeout